# Drum național 1P
Der Drum național 1P (rumänisch für „Nationalstraße 1P“, kurz DN1P) ist eine Hauptstraße in Rumänien. 

## Verlauf
Die Straße zweigt rund 23 km westlich von Oradea (Großwardein)  in Uileacu de Criș (Gemeinde Tileagd) vom Drum național 1 (Europastraße 60) nach Norden ab und führt über Brusturi im Süden des Dorfs Cenaloș an den Drum național 19E, an dem sie endet.
Die Länge der Straße beträgt rund 22 km.